# طوابع سندريلا

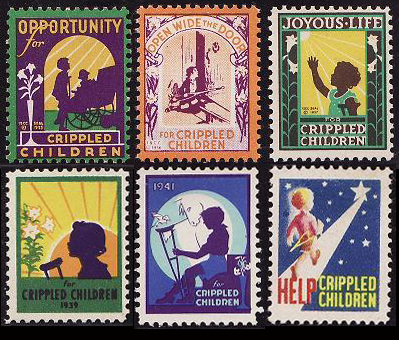
طوابع سندريلا أمريكية تعود لفترة عقد 1930

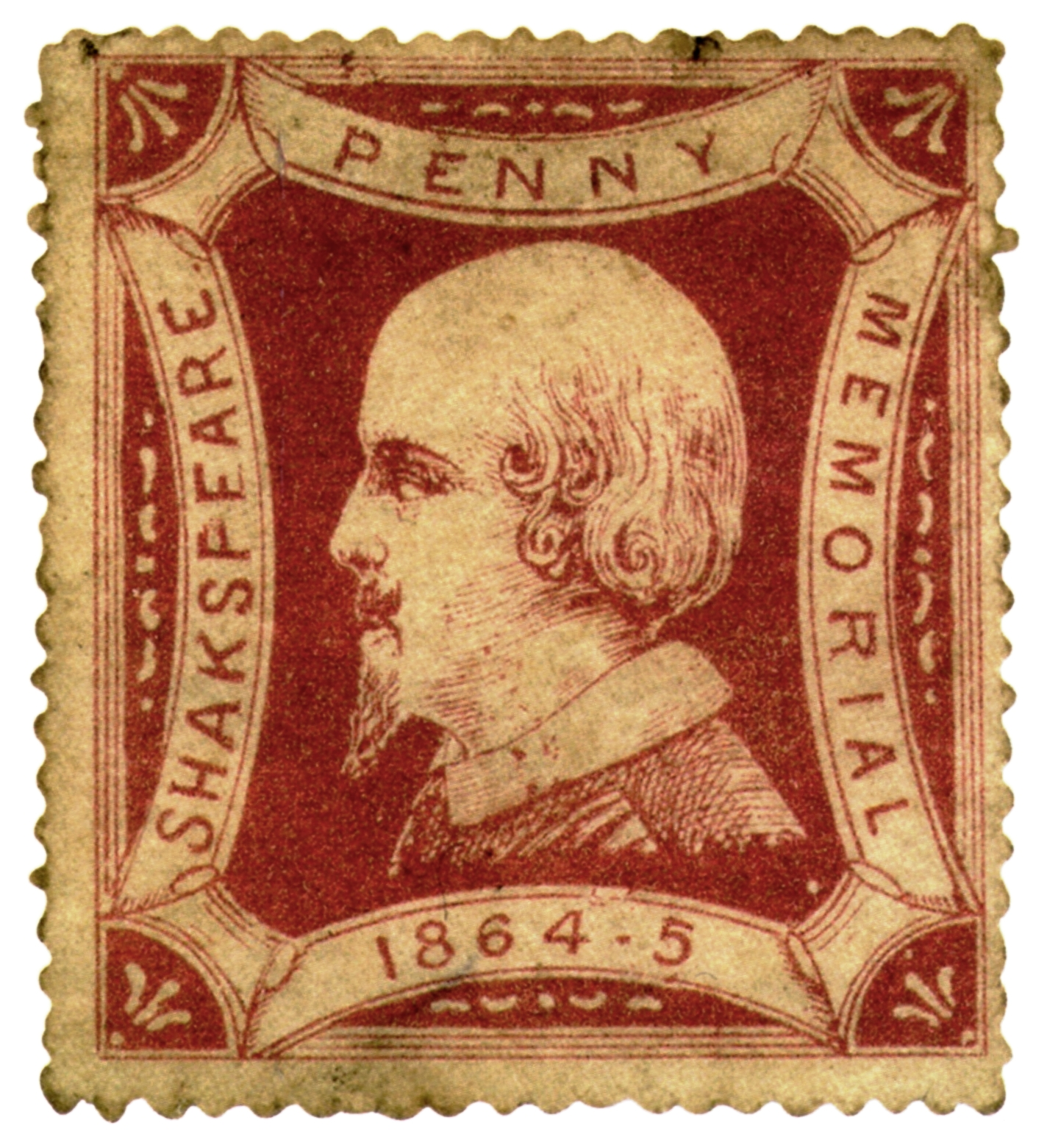
طابع ملصق اعلاني سندريلا صدر سنة 1864 في ذكرى ويليام شكسبير

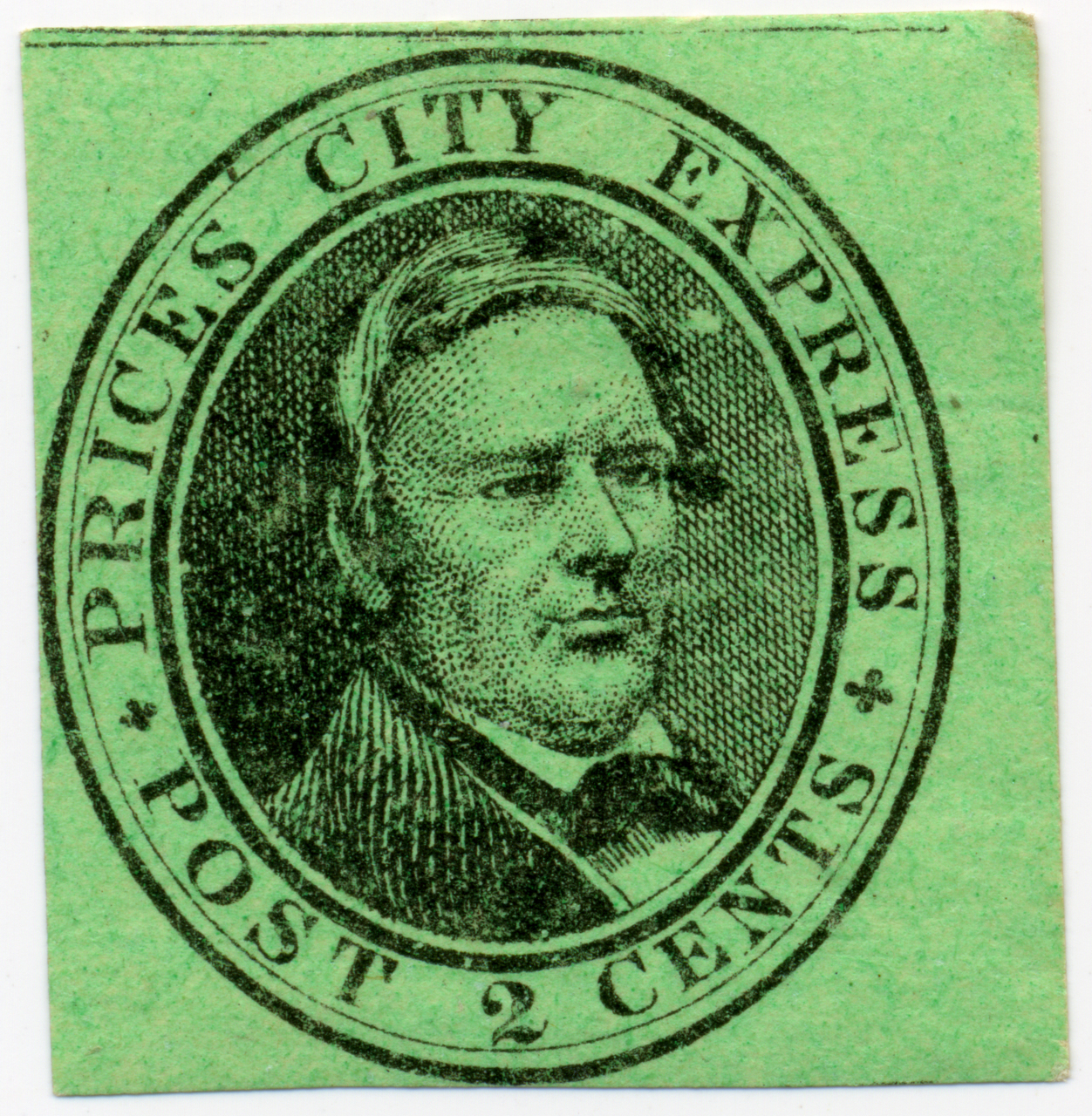
طابع محلي أمريكي صدر بحدود عام 1858. الطوابع المحلية تعد طوابع سندريلا.

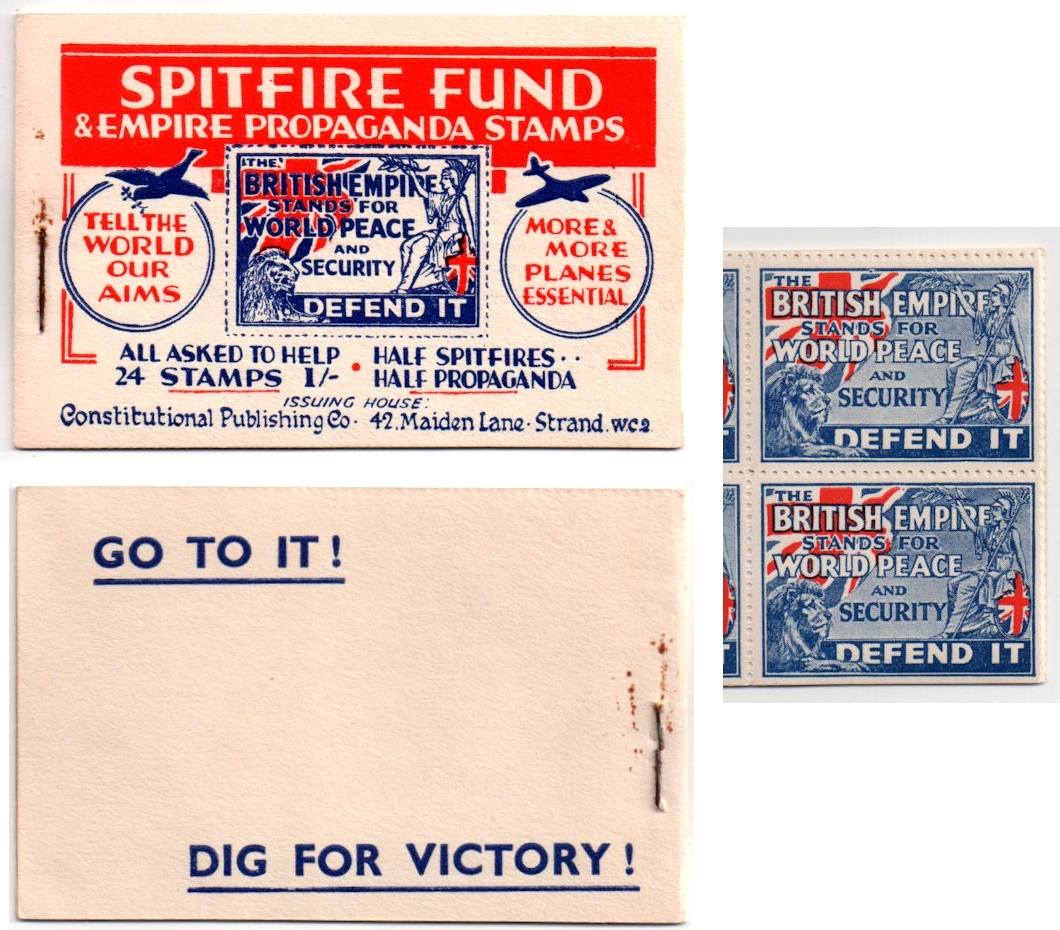
طوابع الدعاية المتحالفة لصندوق Spitfire للحرب العالمية الثانية والكتيب المصاحب له

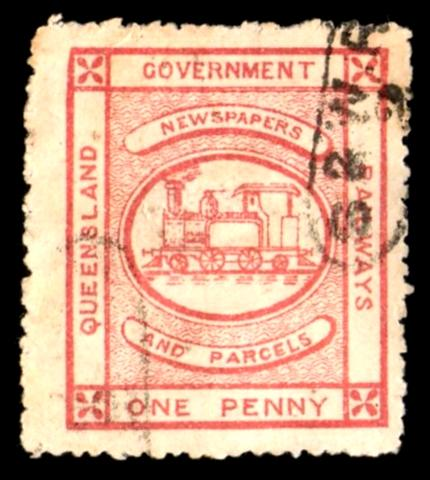
طابع السكك الحديدية من كوينزلاند في أستراليا

طوابع سندريلا، هي ملصق إعلاني يشبه طابع البريد، ولكن لا تصدره إدارة حكومية لأغراض بريدية. ويمكن تعريفها في علم الطوابع بأنها أي شيء يشبه طابع بريد، ولكن لم تصدره إدارة بريد حكومية لأغراض بريدية. هناك مجموعة متنوعة من طوابع سندريلا، مثل الطوابع التي تصدرها الشركات أو الكنائس أو الجماعات السياسية للاستخدام الترويجي أو الفني أو للأهداف غير الهادفة للربح. يستثني من المصطلح الطوابع المطبوعة على القرطاسية البريدية.

## أصل التسمية
سميت على اسم سندريلا، بطلة الحكاية الشعبية المستضعفة والتي عوملت على أنها أقل شأنا داخل عائلتها. لقد كانت طوابع سندريلا بالمثل تعد أدنى قيمة من الطوابع البريدية.

## الأنواع
نظرًا لأن طوابع السندريلا تُعرّف بما لا تندرج تحته، فهناك العديد من الأنواع المختلفة وعادةً ما يُفسر المصطلح بشكل فضفاض إلى حد ما. والأصناف التي تعتبر عادةً أنها تندرج ضمن هذا المجال هي طوابع الملصقات الإعلانية، والملصقات الدعائية، والملصقات التذكارية، والطوابع التي تصدرها الدول أو الحكومات غير المعترف بها، والملصقات الخيرية مثل طوابع عيد الميلاد وطوابع عيد الفصح، ومعظم طوابع التلغراف، وبعض طوابع السكك الحديدية، وبعض الطوابع المحلية، والمواد الزخرفية البحتة التي صدرت للدعاية أو التسلية أو الاعلان.